# Василиј IV Шујски
Василиј IV Шујски (1552 — 12. септембар 1612) је био последњи цар Русије из династије Рјурикович између 19. маја 1606. и 17. јула 1610. године.

## Династија и младост
Од Данијела до Фјодора I сви дотадашњи Рјуриковичи који су владали Московском државом и потом царством потичу по мушкој линији од Александра Невског. Династија Шујски с друге стране потиче од млађег брата Александра Невског, Андреја што је чини другим династичким огранком. Та династија је некад као пријатељ, некад као непријатељ одиграла велику важност у историји Великог московске кнежевине још од XIV века када је први пут један њен члан постао регент Москве. Слична ситуација се поновила и у XVI веку када деда Василија IV Андреј Шујски до свог погубљења обавља дужност регента Ивана IV Грозног. Отац будућег цара је био Иван Шујски, царски саветник и генерал у XVI веку све до своје смрти у бици 1573. године.
Након очеве смрти Василиј IV наставља његовим путем поставши руски генерал 1574. године. Нити ступање на престо цара Фјодора I под регентством Бориса Годунова ту каријеру не омета пошто нови владар Русије у припадницима династије Шујски не види опасност. Смрт престолонаследника принца Димитрија у сумњивим околностима присиљава Бориса Годунова на истрагу коју поверава Василију. Закључак те истраге у који мало ко верује је да се принц сам убио несрећним случајем. Тај закључак је у потпуности задовољио тадашњег регента и будућег цара тако да остаје у његовој милости све до Годунове смрти.

## Цар
Смрт Бориса Годунова и долазак на власт Лажног Димитрија дарује наду у царску круну Василију. Његова неуспешна буна пролази без последица пошто га нови цар нити не погубљује нити не затвара. Та указана милост овом будућем цару није ништа значила, тако да он наставља да склапа завере све до успеха. Тај успех се догодио 17. маја 1606. године, када након успешног атентата умире цар Лажни Димитрије. Два дана потом Василиј је крунисан за цара.
Његова владавина је од првог тренутка била оспорена. Иван Болотников, генерал његовог претходника, му је одмах објавио рат и опседа Москву крајем 1606. године. У две битке следеће године царев брат Михајло је ипак успео да уништи противничку војску. Да с том победом није дошао мир и да га народ и даље не жели убрзо постаје јасно када исте године избија нова буна, коју води Лажни Димитрије II. Након што је царева војска поражена 1608. године, није видео другу могућност до унајмљивања шведске армије коју плаћа препуштањем делова руске територије. У бици 14. априла 1609. године Василијев брат Михајло са 12.000 шведских војника уништава снаге Лажног Димитрија II дарујући какву такву наду за даљи мир. Те велике победе царевог брата су изазвале код Василија као и његовог другог брату велику завист, па га је дао отровати. Катастрофални пораз који недуго потом уништава руску војску у бици код Смоленска је коначни знак незадовољним бољарима да садашњи цар није у стању да управља земљом. Убрзо потом 17. јула 1610. године Василиј IV је био присиљен да абдицира. Када су убрзо потом пољске трупе ушле у Москву, свргнути цар им је био изручен као поклон.
Василиј IV Шујски је преминуо у пољском заточеништву 12. септембра 1612. године. У Русији га је накратко наследио Ладислав, будући краљ Пољске.

## Породично стабло
|  |                           |  |  |  |  |  |  |  |  |  |  |  |  |  |  |  |
|  | 4. Андреј Михајлович      |  |  |  |  |  |  |  |  |  |  |  |  |  |  |  |
|  |                           |  |  |  |  |  |  |  |  |  |  |  |  |  |  |  |
|  |                           |  |  |  |  |  |  |  |  |  |  |  |  |  |  |  |
|  | 2. Иван Андрејевич Шујски |  |  |  |  |  |  |  |  |  |  |  |  |  |  |  |
|  |                           |  |  |  |  |  |  |  |  |  |  |  |  |  |  |  |
|  |                           |  |  |  |  |  |  |  |  |  |  |  |  |  |  |  |
|  | 1. Василиј IV             |  |  |  |  |  |  |  |  |  |  |  |  |  |  |  |
|  |                           |  |  |  |  |  |  |  |  |  |  |  |  |  |  |  |
|  |                           |  |  |  |  |  |  |  |  |  |  |  |  |  |  |  |
|  | 3. Марфа Фјодоровна       |  |  |  |  |  |  |  |  |  |  |  |  |  |  |  |
|  |                           |  |  |  |  |  |  |  |  |  |  |  |  |  |  |  |
|  |                           |  |  |  |  |  |  |  |  |  |  |  |  |  |  |  |